# Mułłowka (obwód uljanowski)
Mułłowka (ros. Мулловка) – osiedle typu miejskiego w Rosji, w obwodzie uljanowskim, w rejonie melekeskim. W 2010 liczyło 6168 mieszkańców.